# Eristalis bicornuta
Eristalis bicornuta är en tvåvingeart som beskrevs av Meijere 1924. Eristalis bicornuta ingår i släktet slamflugor, och familjen blomflugor. Inga underarter finns listade i Catalogue of Life.